# Hummeltjärnen, Hälsingland
Hummeltjärnen är en sjö i Ljusdals kommun i Hälsingland och ingår i Ljusnans huvudavrinningsområde.